# Nuoto ai Giochi della XXIII Olimpiade - 200 metri rana femminili
La gara di nuoto dei 200 metri rana femminili dei Giochi della XXIII Olimpiade di Los Angeles fu disputata il 30 luglio 1984 presso il McDonald's Olympic Swim Stadium.
Hanno partecipato alle batterie di qualificazione 23 atlete: le prime 8 si sono qualificate per la finale A, mentre le successive 8 invece si sono qualificate per la finale B.

## Record
Prima di questa competizione, il record del mondo (WR) e il record olimpico (OR) erano i seguenti.
|  | 2'28"36 | Lina Kačiušytė Unione Sovietica | 6 aprile 1979 Potsdam, Germania Est |
|  | 2'29"54 | Lina Kačiušytė Unione Sovietica | 23 luglio 1980 Mosca, Russia        |

Durante l'evento non sono stati migliorati record.

## Risultati

### Batterie di qualificazione
| Pos | Batteria | Corsia | Atleta              | Nazione        | Tempo    | Note             |
| --- | -------- | ------ | ------------------- | -------------- | -------- | ---------------- |
| 1   | 1        | 2      | Ingrid Lempereur    | Belgio         | 2'32"46  | QA,              |
| 2   | 2        | 6      | Sharon Kellett      | Australia      | 2'33"123 | QA,              |
| 3   | 1        | 4      | Anne Ottenbrite     | Canada         | 2'33"43  | QA               |
| 4   | 2        | 4      | Susan Rapp          | Stati Uniti    | 2'33"46  | QA               |
| 5   | 3        | 4      | Hiroko Nagasaki     | Giappone       | 2'34"46  | QA               |
| 5   | 3        | 5      | Ute Hasse           | Germania Ovest | 2'34"46  | QA               |
| 7   | 2        | 3      | Suki Brownsdon      | Regno Unito    | 2'35"54  | QA               |
| 7   | 3        | 3      | Kim Rhodenbaugh     | Stati Uniti    | 2'35"54  | QA               |
| 9   | 3        | 6      | Manuela Dalla Valle | Italia         | 2'35"75  | qB               |
| 10  | 2        | 5      | Laura Belotti       | Italia         | 2'35"99  | qB               |
| 11  | 1        | 3      | Alicia Boscatto     | Argentina      | 2'36"38  | qB               |
| 12  | 1        | 5      | Mary Lubawski       | Canada         | 2'36"65  | qB               |
| 13  | 1        | 6      | Petra van Staveren  | Paesi Bassi    | 2'37"20  | qB               |
| 14  | 2        | 2      | Annelie Holmström   | Svezia         | 2'37"21  | qB               |
| 15  | 3        | 2      | Dimity Douglas      | Australia      | 2'38"47  | qB               |
| 16  | 2        | 7      | Gaynor Stanley      | Regno Unito    | 2'38"54  | qB               |
| 17  | 3        | 1      | Sara Guido          | Messico        | 2'38"87  | Record nazionale |
| 18  | 3        | 7      | Petra Hillenius     | Paesi Bassi    | 2'41"57  |                  |
| 19  | 1        | 7      | Kaori Iwasaki       | Giappone       | 2'42"69  |                  |
| 20  | 2        | 1      | Guðrún Ágústsdóttir | Islanda        | 2'44"85  | Record nazionale |
| 21  | 3        | 8      | Rosa María Silva    | Uruguay        | 2'50"01  |                  |
| 22  | 1        | 1      | Chow Lai Yee        | Hong Kong      | 2'50"45  |                  |
| 23  | 2        | 8      | Isabel Lardizábal   | Honduras       | 3'04"26  |                  |

### Finale B
| Pos | Corsia | Atleta              | Nazione     | Tempo   | Note |
| --- | ------ | ------------------- | ----------- | ------- | ---- |
| 9   | 4      | Manuela Dalla Valle | Italia      | 2'36"23 |      |
| 10  | 2      | Petra van Staveren  | Paesi Bassi | 2'36"32 |      |
| 11  | 5      | Laura Belotti       | Italia      | 2'36"49 |      |
| 12  | 6      | Mary Lubawski       | Canada      | 2'36"55 |      |
| 13  | 3      | Alicia Boscatto     | Argentina   | 2'36"96 |      |
| 14  | 7      | Annelie Holmström   | Svezia      | 2'37"62 |      |
| 15  | 8      | Gaynor Stanley      | Regno Unito | 2'39"32 |      |
| 16  | 1      | Dimity Douglas      | Australia   | 2'39"33 |      |

### Finale A
| Pos     | Corsia | Atleta           | Nazione        | Tempo   | Note             |
| ------- | ------ | ---------------- | -------------- | ------- | ---------------- |
| Oro     | 3      | Anne Ottenbrite  | Canada         | 2'30"38 |                  |
| Argento | 6      | Susan Rapp       | Stati Uniti    | 2'31"15 |                  |
| Bronzo  | 4      | Ingrid Lempereur | Belgio         | 2'31"40 | Record nazionale |
| 4       | 2      | Hiroko Nagasaki  | Giappone       | 2'32"93 |                  |
| 5       | 5      | Sharon Kellett   | Australia      | 2'33"60 |                  |
| 6       | 7      | Ute Hasse        | Germania Ovest | 2'33"82 |                  |
| 7       | 1      | Suki Brownsdon   | Regno Unito    | 2'35"07 |                  |
| 8       | 8      | Kim Rhodenbaugh  | Stati Uniti    | 2'35"51 |                  |